# Georges Mikautadze
Georges Mikautadze, född 31 oktober 2000 i Lyon, Frankrike, är en georgisk fotbollsspelare.
Mikautadze spelar för den franska klubben Metz. Han kom till Metz 2016, som junior, och har huvudsakligen spelat där sedan dess. Han var utlånad till  Seraing mellan 2020 och 2022 och i Ajax under 2023. Han representerar även det georgiska landslaget och medverkar i Europamästerskapet i fotboll 2024. I gruppspelet gjorde han tre mål, vilket ingen annan spelare överträffade.